# Đế quốc ca Ottoman
‎Reşadiye Marşı‎‎ (nghĩa Việt: Hành khúc của Mehmed Resad)‎‎ là ‎bài quốc ca của Đế quốc Ottoman từ năm 1909 đến năm 1918. ‎Sau khi Sultan ‎‎Mehmed V‎‎ Resad đăng cơ vào năm 1909, một cuộc thi tuyển chọn bài hiệu ca cho vị sultan mới đã được công bố tổ chức. Kết quả là Italo Selvelli đã được chọn là người chiến thắng chung cuộc. Cũng như hầu hết các tác giả bài hiệu ca các đời sultan tiền nhiệm, Italo Selvelli là một người mang di sản Ý.‎ Ngoài ra, cũng giống các bài hiệu ca của sultan trước đó, bài quốc ca này cũng chứa lời bài hát.